# Американська історія жаху: Роенок
«Американська історія жаху: Роено́к» (англ. «American Horror Story: Roanoke») — шостий сезон серіалу-антології каналу FX «Американська історія жаху», створений Райаном Мерфі та Бредом Фолчеком, який транслювався з 14 вересня по 16 листопада 2016 року.

Сюжет сезону, який тримали у таємниці до самої прем'єри, розповідає історію подружньої пари, що придбала будинок з паранормальними явищами неподалік сумнозвісної втраченої колонії Роанок у Північній Кароліні та показує драматичне відтворення подій за участю найманих акторів для телешоу «Мій кошмар у Роеноці».
У шостому сезоні з'являються актори з минулих сезонів серіалу — Еван Пітерс, Сара Полсон, Лілі Рейб, Деніс О'Хейр, Кеті Бейтс, Френсіс Конрой, Енджела Бассе, Вес Бентлі, Фінн Віттрок, Леді Гага, Шаєн Джексон, Леслі Джордан, Адіна Портер, Робін Вейгерт та Таісса Фарміга. До акторського складу в шостому сезоні приєдналися Куба Гудінг та Андре Голланд. Крім того, в шостому сезоні з'являється персонаж Сари Полсон з другого сезону — журналістка Лана Вінтерс.

## Сюжет
В рамках телевійного шоу «Мій кошмар у Роеноці» за допомогою драматичного відтворення подій Метт та Шелбі Міллери, а також сестра Метта Лі розповідають про своє життя у старовинному будинку XVII століття, який подружжя придбало після невдалого життя у Лос-Анжелесі. Будинок у колоніальному стилі, а також навколишній ліс населено привидами, які щорічно, в період Кривавого місяця жорстоко вбивають будь-яку людину, що опинилась на цих землях, щоб згідно з давнім язичницьким ритуалом просякнути кров'ю довколишні землі. Таємниця криється у зниклій у 1585 році колонії Роанок очолюваної Томасін Вайт та чаклунці, яка уклала з колоністами угоду про криваві жертвопринесення.
Починаючи з шостого епізоду показано підготовку та знімання реаліті-шоу у тому самому будинку у Роеноці — після успішного показу документального серіалу, продюсери прагнуть заробити на сиквелі. За умовами шоу, у будинку у Роаноці герої оригінальної історії, а також актори, що грали їх у серіалі мають провести три дні у період Кривавого місяця. Сіквел ніколи не було показано по телебаченню, а всі його учасники загинули, окрім одного. Матеріали, показані в серіалі нібито було знайдено на місці трагедії. На цей раз люди в будинку та довкола нього стикаються не тільки з привидами, але й мають конфлікти всередині групи.

## У ролях

### Головні
- Лілі Рейб — Шеблі Міллер
- Андре Голланд — Метт Міллер
- Адіна Портер — Лі Херріс
- Сара Полсон — у ролі Шелбі — Одрі Тіндалл, а також Лана Вінтерс
- Куба Гудінг — у ролі Метта — Домінік Бенкс
- Анджела Бассетт — у ролі Лі — Моне Тумусіме
- Кеті Бейтс — у ролі М’ясниці/Томмасін Вайт — Агнес Мері Вінстед

### Другорядні
- Деніс О'Хейр — у ролі доктора Еліаса Канінгема — Вільям фон Гендерсон
- Еван Пітерс — у ролі Едварда Філіпа Мотта — Рорі Монахем
- Шаєн Джексон — продюсер Сідні Джеймс
- Леслі Джордан — у ролі медіума Крікета Марлоу — Ешлі Гілберт
- Фінн Віттрок — Джефер Полк
- Таісса Фарміга — Софі Грін
- Леді Гага — у ролі чаклунки
- Веслі Бентлі — у ролі Емброса Вайта — Ділан
- Френсіс Конрой — у ролі матусі Полк